# تود ديلون
تود ديلون (بالإنجليزية: Todd Dillon)‏ هو لاعب كرة قدم أمريكية ولاعب كرة القدم الكندية أمريكي، ولد في 6 يناير 1962 في موديستو في الولايات المتحدة.